# سزارئو دومینگوئز

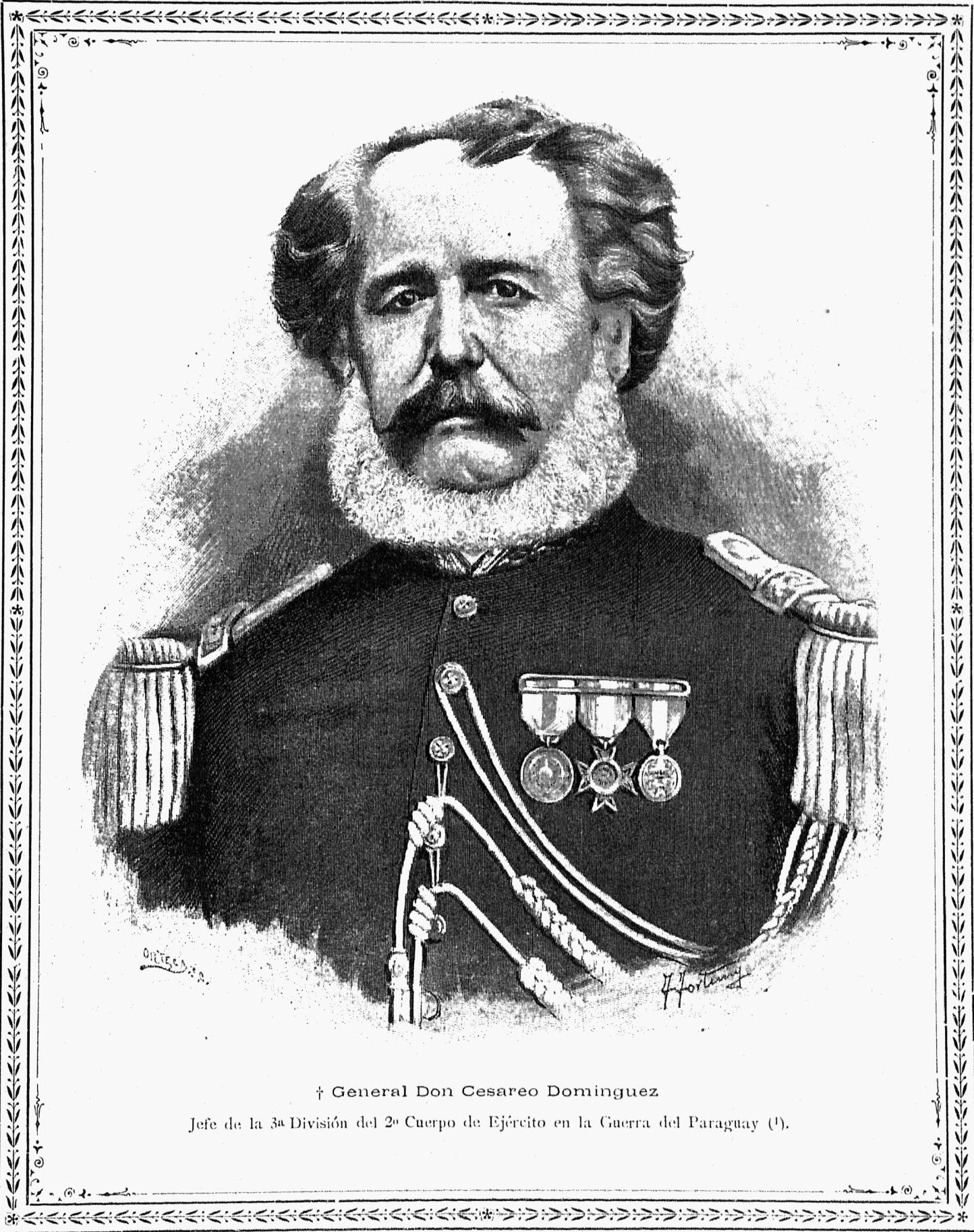
ژنرال سزارئو دومینگوئز

سزارئو دومینگوئز (متولد ۱۸۰۸، سن خوان - درگذشته ۹ اکتبر ۱۸۶۷، پاراگوئه) یک نظامی آرژانتینی بود. وی سابقه طولانی در جنگ‌های داخلی آرژانتین داشت. وی در حین شرکت در جنگ پاراگوئه درگذشت.

## زندگی‌نامه
در سال ۱۸۳۱ او تحت فرماندهی خوان رامون بالکارس مبارزه کرد و به درجه افسری رسید. سال بعد او به پادگان سان میگل دل مونته در استان بوئنوس آیرس پیوست و در آنجا با آنتونیا ماستره ازدواج کرد. او در سال ۱۸۳۹ در نبرد چاسکوموس شرکت کرد. پسر او که سزارئو دومینگوئز نامیده می‌شد، نظامی بود و به درجه سرگردی رسید.